# وسلیز، استرالیای جنوبی
وسلی استرالیای جنوبی (به انگلیسی: Wasleys) یک شهرک در استرالیا است که در استرالیای جنوبی واقع شده‌است.